# Starościn (województwo lubelskie)
Starościn – wieś w Polsce położona w województwie lubelskim, w powiecie lubartowskim, w gminie Kamionka.

## Części wsi
| SIMC    | Nazwa   | Rodzaj    |
| ------- | ------- | --------- |
| 1020312 | Koszary | część wsi |
| 1020329 | Kruk    | część wsi |
| 1020341 | Milin   | część wsi |
| 1020364 | Okrągłe | część wsi |

W czasach Królestwa Polskiego istniała gmina Starościn. W latach 1975–1998 miejscowość położona była w województwie lubelskim. W 1998 roku wsie Milin, Koszary i Kruk przekształcono w części miejscowości Starościn.
Wieś stanowi sołectwo gminy Kamionka. Według Narodowego Spisu Powszechnego (III 2011 r.) wieś liczyła 489 mieszkańców.
Milin wymieniany w XIX wieku jako folwark w powiecie lubartowskim.

## Historia
Pierwsze wzmianki pisane o Starościnie pochodzą z 1459 roku (nazwa Staroszczyn). W tymże 1459 roku w dziale między braćmi Janem, Prandotą, Rafałem i Sięgniewem z Ożarowa, Starościn przypada po połowie Rafałowi i Sięgniewowi. Długosz w okresie 1470-80 jako dziedzica podaje Rafała herbu Rawa (Długosz L.B. t.II s.543).
Do końca wieku XV i w początkach XVI wieś byłą w posiadaniu Ożarowskich.
W roku 1487 dziedzicem był Rafał Ożarowski i jego syn Jan. W roku 1496 dziedzicami byli Jan i Mikołaj Ożarowscy. 1531 odnotowano pobór z części Rafała Ożarowskiego 1 łan (Rejestr Poborowy). W 1533 roku wieś zwana była „Staroszczyce Raffaelis” (Pawiński, Małop., 348).
Według Słownika geograficznego Królestwa Polskiego z roku 1890, Starościn stanowił wieś folwark i dobra tej nazwy w powiecie lubartowski, gminie Samoklęski, parafii Garbów. We wsi był młyn wodny. Według spisu z 1827 roku było tu 27 domów i 139 mieszkańców.
Dobra Starościńskie składały się w 1885 r. z folwarku Starościn wsi: Biadaczka i Milin, osady leśnej Kornelin zwanej też Leśniczówka. Dobra posiadały rozległość 1942 mórg (tj. 1087,52 ha) w tym grunty orne i ogrody stanowiły mórg 811, łąk było mórg 268, pastwisk mórg 6, lasu mórg 774. nieużytki stanowiły 83 morgi. Zabudowania: budynki drewniane 37; płodozmian w uprawach 10. polowy. Las był nieurządzony.

W skład dóbr poprzednio wchodziły: wieś Starościn mająca osad 26 i mórg 503, wieś Biadaczka osad 11, mórg 179, wieś Zofian osad 20, mórg 248.